# Pseudoparactis
Pseudoparactis is een geslacht van zeeanemonen uit de klasse van de Anthozoa (bloemdieren).

## Soort
- Pseudoparactis tenuicollis (McMurrich, 1904)